# Belgiens U/19-fodboldlandshold
Belgiens U/19-fodboldlandshold er Belgiens landshold for fodboldspillere, som er under 19 år og administreres af KBVB/URBSFA.